# 上阿爾卑施托克山
46°44′33.1″N 8°46′10.1″E / 46.742528°N 8.769472°E

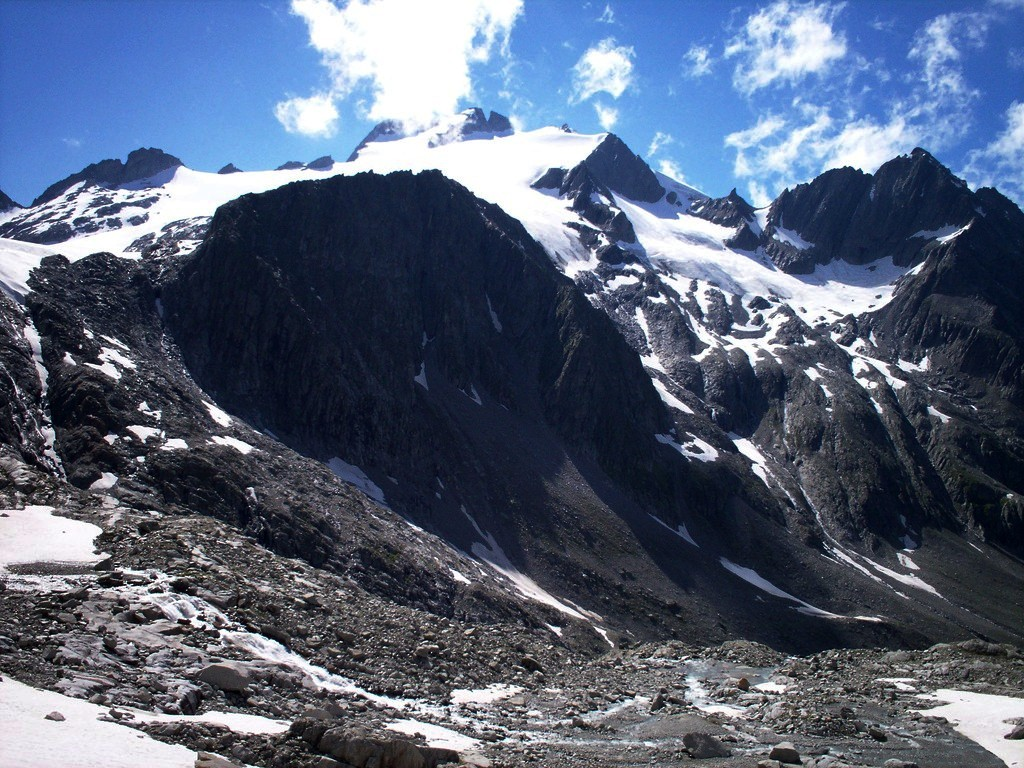

上阿爾卑施托克山（Piz Tgietschen），是瑞士的山峰，位於該國東南部，處於格勞賓登州和烏里州之間接壤的邊界，屬於格拉魯斯山的一部分，海拔高度3,328米。

## 外部連結
- Oberalpstock on Summitpost（页面存档备份，存于）